# Marvano
Marvano pseudonimo di Mark Van Oppen (Heusden-Zolder, 29 aprile 1953) è un fumettista belga.

## Biografia
Nato in Belgio, inizialmente lavora come architetto, dedicandosi dal 1982 al fumetto. L'opera che lo porta alla celebrità è l'adattamento del romanzo Guerra eterna di Joe Haldeman, cui segue l'adattamento del seguito Missione eterna pubblicato da Haldeman nel 1999. Fra il 1994 e il 2008 cura sia i testi sia i disegni della trilogia Berlin.
.

## Opere

### Fumetti
In Italia sono stati pubblicati:
- La guerra eterna (001 Edizioni)
- Missione eterna (001 Edizioni)
- La Brigata ebraica (Mondadori Comics)

Ciclo: "Berlin"
- 1943 - I sette nani (colori di Claude Legris, Les Sept Nains, 1994)
- 1948 - Reinhard la volpe (colori di Bertrand Denoulet, Reinhard le goupil, 2007)
- 1962 - I due figli del re (colori di Bertrand Denoulet, Deux enfants de roi 2008)

pubblicati in Italia nel Volume: Historica - Berlino - Una città divisa, (Mondadori 2013) ISBN 9788877599070